# Citroën Méhari

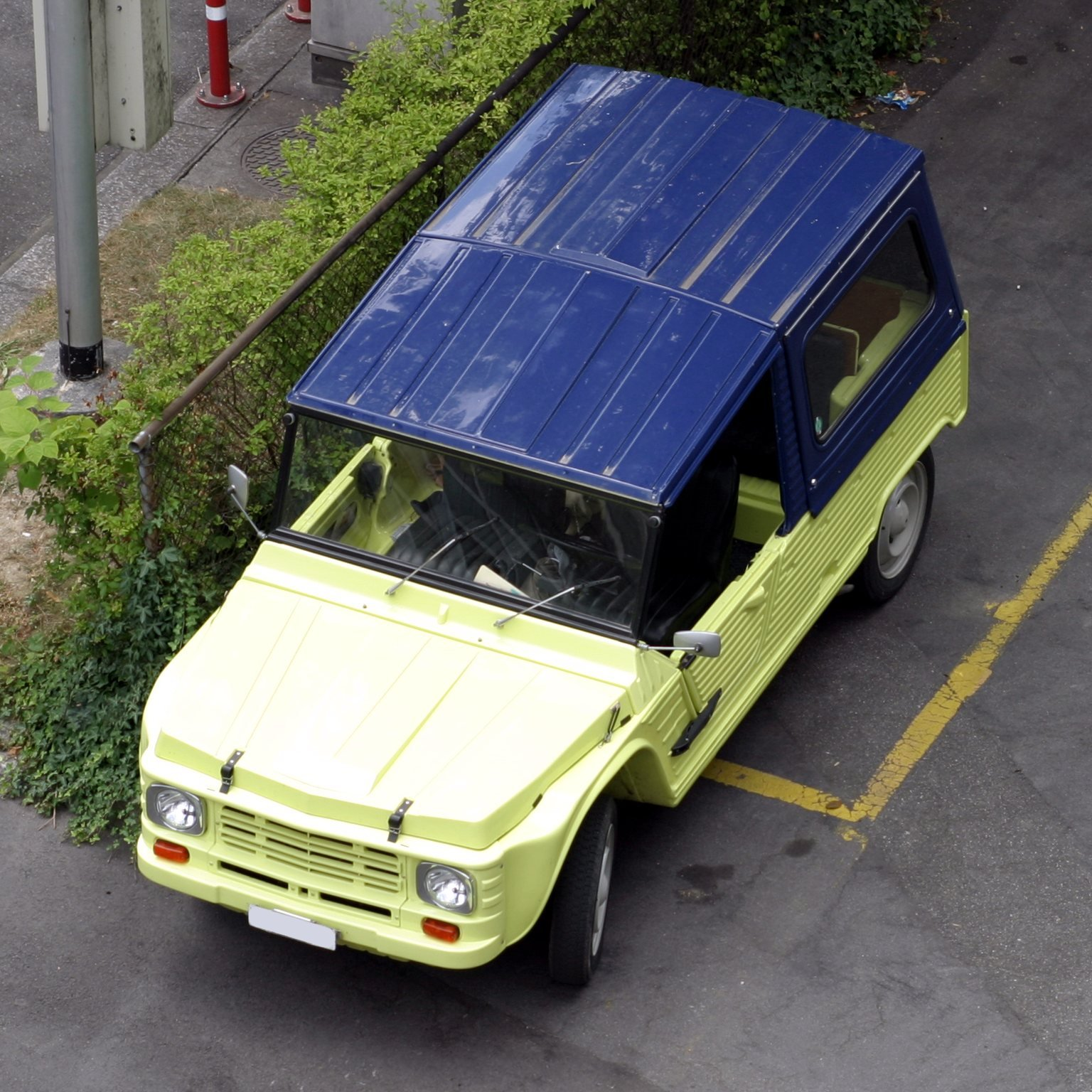
Citroën Méhari ze sztywnym dachem

Citroën Méhari – samochód osobowy, produkowany przez firmę Citroën w latach 1968–1987. W ciągu 19 lat produkcji wyprodukowano zaledwie 144 953 egzemplarzy.

## Opis modelu
Konstrukcja identyczna z 2CV, jedyną zasadniczą różnicą jest nadwozie, wykonane z tworzyw sztucznych. Rurową ramę przyspawano do pomostu ze stalowych rurek i zamontowano na niej przewiewną karoserię z tworzywa. Na uwagę zasługują skórzane paski do zabezpieczania maski silnika przed otwarciem. Ponadto auto umożliwiało szybki demontaż drzwi. W efekcie powstał super lekki samochód, który po przedstawieniu kierownictwu Citroëna wszedł do produkcji pod koniec 1967 roku. Zadebiutował w marcu 1968 roku, lecz jego prawdziwa premiera miała miejsce dopiero na wystawie samochodów w Paryżu. Citroën Méhari miał niezależne zawieszenie kół i hamulce bębnowe. Nowy przód samochodu zamontowano w 1978 roku, a w następnym roku dodano jeszcze wyposażenie z wersji LN, oraz przednie hamulce tarczowe z wersji Ami. Napędzany był silnikiem z wozu Dyane 6: 2-cyl. 602 cm³ (26 KM przy 5400 obr./min., lub po 1987 roku – 29 KM przy 5750 obr./min.).
Pojazdów tych używały żandarmeria i wojsko, dzięki czemu w latach 1972-1987 sprzedano 11 457 wozów. Samochód ten przewoził czteroosobowe oddziały rannych, spadochroniarzy i radiooperatorów.
W 1979 nadszedł czas na wersje 4x4 (29 KM) o nisko umiejscowionym środku ciężkości i z redukcją. Koło zapasowe umocowano na masce z przodu. Wszystkie koła miały niezależne zawieszenie na sprężynach śrubowych i amortyzatorach hydraulicznych. Karoseria była ta sama co w wozach 2x4, z lekką brezentową plandeką; mieściła 2 lub 4 osoby. Citroën Méhari 4x4 sprawdził się jako medyczna asysta rajdu Paryż-Dakar. Produkowano go – łącznie z limitowaną serią Méhari Azur aż do 1987 roku we Francji, później montaż przeniesiono do Belgii, a jeszcze później do Hiszpanii i Portugalii.
Z łącznej liczby 144 953 wyprodukowanych sztuk, tylko 1213 znajduje się w rękach kolekcjonerów.